# Josep Janer
Josep Janer (Reus, segles XVIII - xix) va ser un militar català i alcalde de Reus durant el Trienni liberal.
Tinent coronel retirat, havia participat en la Guerra Gran, en la que havia ascendit per mèrits de guerra. A les eleccions del desembre de 1822 va ser elegit alcalde, i va prendre possessió del càrrec el 22 de gener de 1823. D'ideologia progressista, estava decidit a fer front als esdeveniments que vivia la vila. Posà ordre a l'interior i defensà una revolució que estava en perill. La caiguda de la Seu d'Urgell en mans dels absolutistes, tot i la recuperació posterior, i els combats amb les tropes reialistes va obligar a canviar l'actitud prudent de les autoritats per una actuació més directa. El consistori reusenc estava format per un alcalde ex-militar que actuà sempre amb la causa liberal. Els altres regidors eren o bé voluntaris de la Milícia o van entrar a la milícia obligatòria amb càrrecs d'oficial. La majoria eren de professions liberals o comerciants. L'ajuntament era en mans de la petita burgesia i els artesans. Reus, a principis del 1823 era un baluard liberal. Era la segona ciutat del Principat en nombre de milicians i forces populars. El mes de març l'alcalde va enviar una columna de voluntaris al Regne de València, constantment hostilitzada pels reialistes. Van desallotjar els facciosos de la capital valenciana i al tornar van ser sorpresos prop de Sagunt. 500 voluntaris van ser empresonats i en van afusellar un de cada cinc. Pel maig van arribar a Reus les primeres notícies de l'entrada dels francesos per a restaurar la monarquia absoluta. L'alcalde Janer va ordenar rondes nocturnes i assabentà a la població de la possible arribada de tropes estrangeres. Va intentar frenar qualsevol propaganda absolutista, i amonestà al sacerdot Joan Sardà que utilitzava expressions en els seus sermons "que podían alterar el espíritu público de este pueblo". El 24 de maig l'exèrcit francès entrava a Madrid. El general Espoz y Mina va ser l'últim a rendir-se, però al passar per Reus va obligar a que li donessin fortes sumes de diners les famílies més acabalades, emportant-se als que no ho feren, a punta de baioneta, a la Presó de Pilats de Tarragona. La milícia reusenca, amb el seu alcalde, va sortir de Reus el 23 d'agost d'aquell any per a defensar Tarragona quan una divisió francesa havia arribat a Valls. Cinc dies després, els milicians van ser derrotats pels francesos, i van abandonar la població. El 27 de setembre la milícia actuà encara a Castellvell, on unes partides absolutistes s'havien fet fortes a l'ermita de Santa Anna, i els van rebutjar. La milícia reusenca va participar en la defensa de Tarragona durant el mes de novembre, tot i que el general Mina ja havia signat la capitulació, sota les ordres dels generals Milans i Lloberes. Però el 7 de novembre al matí, els absolutistes entraren a Reus i van deposar l'ajuntament, van arrencar la làpida de la plaça de la Constitució (avui del Mercadal) i van esborrar els noms de tots els liberals que hi havia als portals de les muralles. Les actes municipals del dia 8 expliquen la destitució de l'ajuntament per part del nou governador del Corregiment i el nomenament, el dia 9, de Joan Casas com a alcalde. La majoria de liberals van poder fugir, entre d'altres, l'alcalde Josep Janer.